# NGC 3878
NGC 3878 est une galaxie elliptique relativement éloignée et située dans la constellation de la Grande Ourse. NGC 3878 a été découverte par l'astronome britannique John Herschel en 1827. La base de données NASA/IPAC qualifie cette galaxie de très compacte.

## Caractéristiques
Sa vitesse par rapport au fond diffus cosmologique est de 10 234 ± 20 km/s, ce qui correspond à une distance de Hubble de 151 ± 11 Mpc (∼493 millions d'al).
À ce jour, une mesure non basée sur le décalage vers le rouge (redshift) donne une distance d'environ 142,000 Mpc (∼463 millions d'al). Cette valeur est à l'intérieur des valeurs de la distance de Hubble.